# John Callcott Horsley

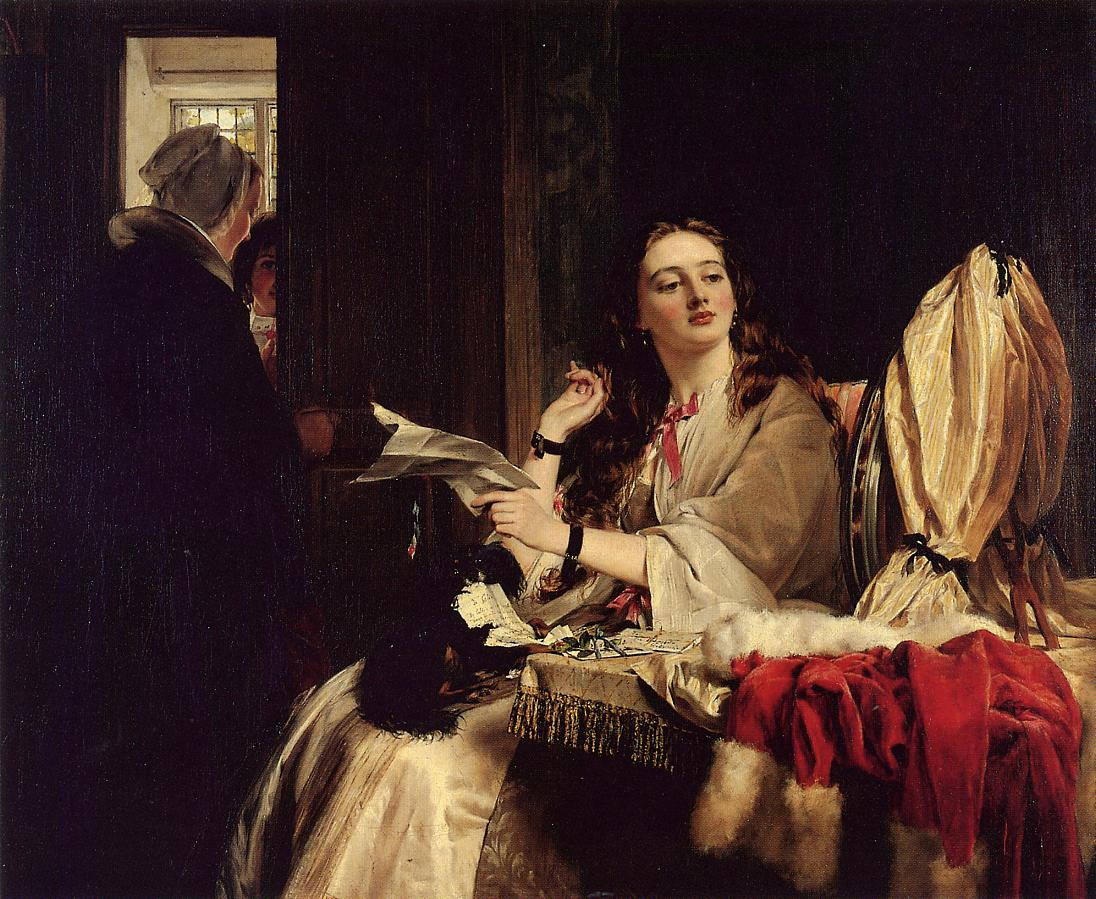

John Calcott Horsley (ur. 29 stycznia 1817 w Londynie, zm. 18 października 1903 tamże) –  angielski malarz akademicki i ilustrator. Autor pierwszej kartki świątecznej z napisem A Merry Christmas and a happy New Year to you (Wesołych Świąt Bożego Narodzenia i Szczęśliwego Nowego Roku). Według różnych źródeł w 1843 lub 1846 roku wydał 50 egzemplarzy takich kartek.